# تحذير الخواص من أكاذيب القصاص (كتاب)
تحذير الخواص من أكاذيب القصاص كتاب لجلال الدين السيوطي.

## الكتاب
ذكر البعض أنه اختصار لكتاب ابن الجوزي «كتاب القُصاص والمذكرين»، لكن السيوطي نفسه ذكر في مقدمه الكتاب انه لخص كتاب الحافظ زين الدين العراقي «الباعث على الخلاص من حوادث القصاص»، وقام بتحقيقه عدد من الكتاب منهم د. محمد لطفي الصباغ.

### فصول الكتاب
- الفصل الأول: أورد أقوال العلماء فيمن يكذب علي رسول الله- صلى الله عليه وسلم ﷺ وذكر الحديث المتواتر «إنَّ كذبًا عليَّ ليس ككذِبٍ على أَحَدٍ ، من كذبَ عليَّ متعمدًا فليتبوَّأْ مقعدَهُ من النارِ[2]»
- الفصل الثاني: خصصه لبيان تحريم رواية الحديث المكذوب.
- الفصل الثالث: أورد فيه روايات تنبئ أن الصحابة والتابعين كانوا يتوقون كثرة الرواية خوفًا من النسيان ة الدخول في حديث الوعيد.
- الفصل الرابع: فعقده للحديث عن عدم جواز رواية الحديث حتي يتم عرضه علي شيخ من علماء الحديث
- الفصل الخامس: عقوبة من أقدم علي رواية الأحاديث الباطلة
- الفصل السادس: فيمن رأي النبي في المنام منكرًا ما رُوي عنه من أباطيل.
- الفصل السابع: إنكار العلماء علي القصاص الذين يروون الأباطيل، وذكر في ذلك القصص.
- الفصل الثامن: أن الأحاديث الموضوعة كثيرة ولا يميزها إلا الناقد من أهل الاختصاص.
- الفصل التاسع: لخص فيه كتاب الحافظ زين الدين العراقي «الباعث علي الخلاص».[3]